# Lycaenopsis rifte
Lycaenopsis rifte är en fjärilsart som beskrevs av Druce. Lycaenopsis rifte ingår i släktet Lycaenopsis och familjen juvelvingar. Inga underarter finns listade i Catalogue of Life.